# Eisenbahnunfall von L’Ametlla de Mar
Bei dem Eisenbahnunfall von L’Ametlla de Mar entgleiste am 1. September 1926 ein Schnellzug zwischen den Bahnhöfen L’Ametlla de Mar und Ampolla, in der Provinz Tarragona in Katalonien, Spanien. Mindestens 21 Menschen starben.

## Unfallhergang
Der Zug war von Barcelona nach Valencia auf der Bahnstrecke Tarragona–Valencia unterwegs. Ein durch starke Regenfälle ausgelöster Erdrutsch traf den Zug zwischen den Bahnhöfen L’Ametlla de Mar und Ampolla (heute sind das Haltepunkte) und zerquetschte einen Personenwagen.

## Folgen
Mindestens 21 Menschen starben, 50 weitere wurden darüber hinaus verletzt.